# 护国乡
护国乡，是中华人民共和国云南省德宏傣族景颇族自治州陇川县下辖的一个乡镇级行政单位。

## 行政区划
护国乡下辖以下地区：
护国村、边河村、幸福村、岳家寨村、邦掌村和杉木龙村。